# Айша-Биби (село)
Айша́-Биби́ (до 1991 года — Головачёвка, каз. Айша бибі) — село в Жамбылском районе Жамбылской области Казахстана, административный центр Айшабибинского сельского округа.

## География

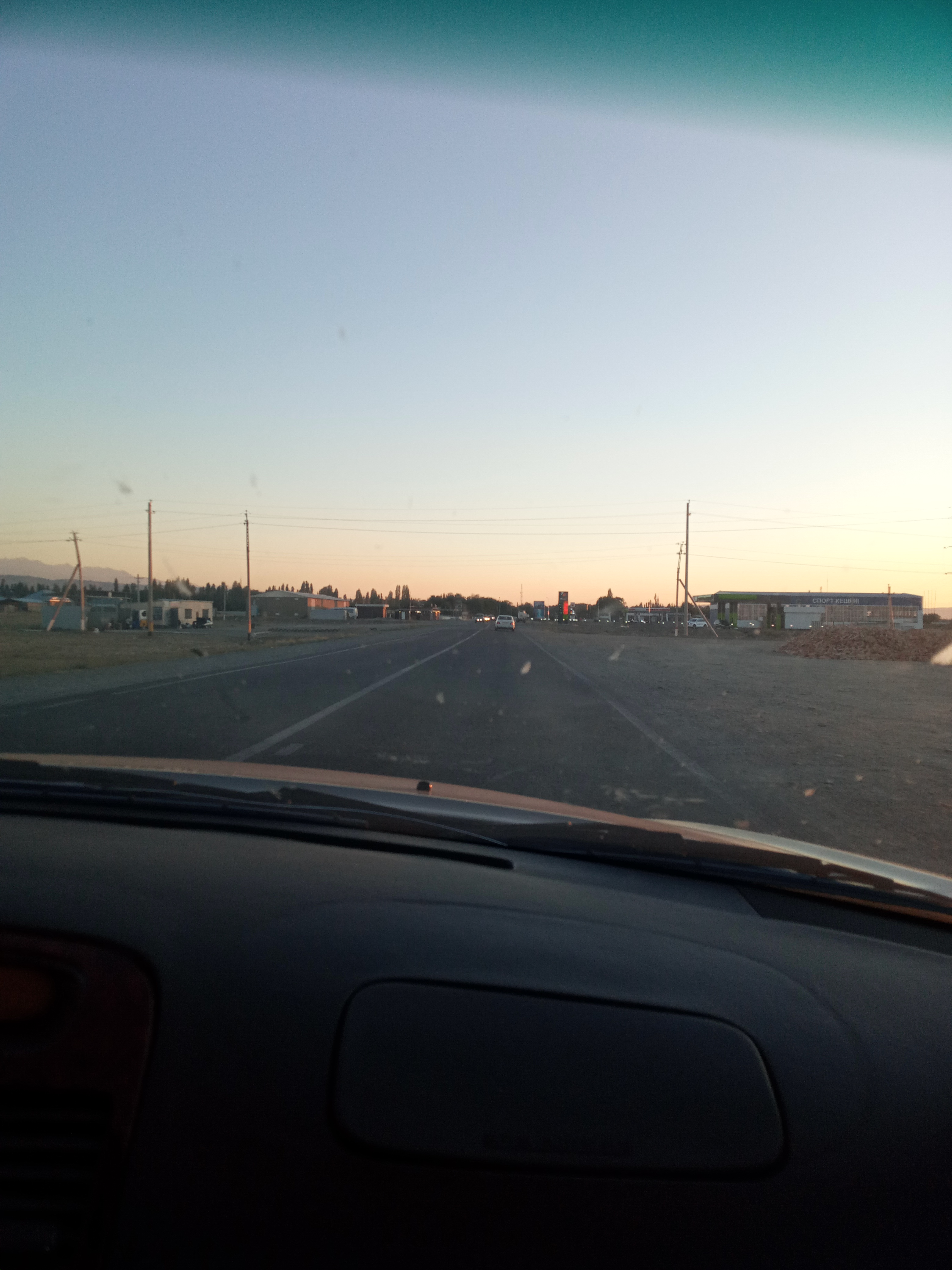
Широкий вид начала аула Айша биби

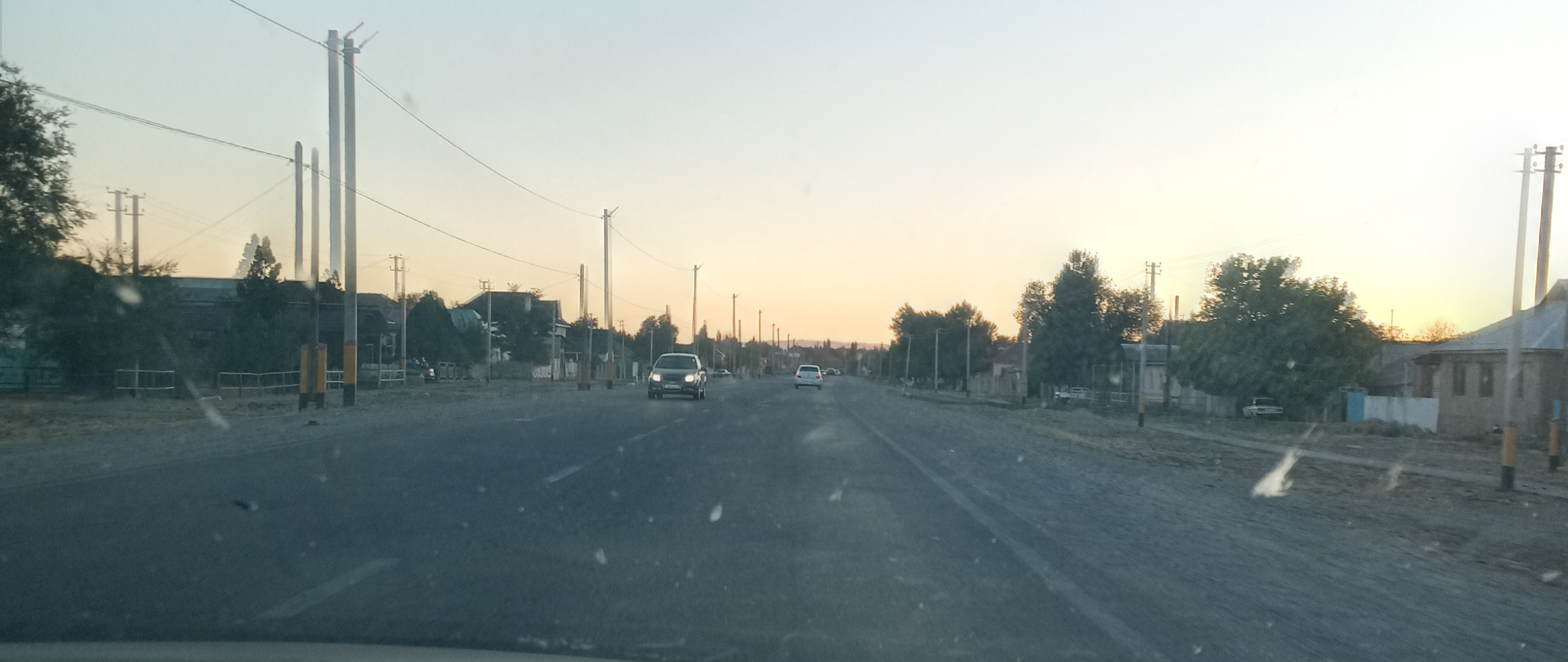
Фото во время входа в аул Айша биби

Село расположено в южной части Жамбылского района, к западу от реки Асы, в 18 километрах к западу от областного центра города Тараз и в 35 километрах южнее районного центра села Аса. Ближайшая железнодорожная станция Чолдала — расположена в 7 километрах к югу (по дороге — 13,7 км). Соседние населённые пункты: Байтерек примерно в 800 метрах к востоку, Кызылшарык в 4 километрах к северо-востоку. Транспортное сообщение осуществляется по автодороге Тараз — Шымкент, западнее села — автодорога международного значения A2. Высота центра населённого пункта — 687 метров над уровнем моря.

## История
Нынешний населённый пункт первоначально был основан в 1892 году как селение Головачёвское, на Ассинском участке заселения Аулиеатинского уезда Сыр-Дарьинской области. Согласно Обзору Сыр-Дарьинской области на 1909 год, — селение Головачёвское, наряду с селениями Бурное-Ивановское и Орлово Аулиеатинского уезда не входили в волости. На 1912 год, в селении Головачёвское числилось: 302 душ обоего пола, 438 крупного и 210 мелкого скота и 400 десятин, в том числе под угодьями — 345.
Согласно переписи 1920 года, в населённом пункте на лицо в день переписи зафиксировали 306 человек, к «временно отсутствующим» были записаны 81 человек (из них все мужчины). Преобладающим языком среди жителей села являлся русский. 17 января 1928 года волости Аулиеатинского уезда были присоединены в состав Сыр-Дарьинского округа; из Ассинской (часть), Карабакирской, Кенесской, Кум-Арыкской и части Таласской волостей был образован Аулие-Атинский район, с административным центром в городе Аулие-Ата, который вошёл в состав Южно-Казахстанской области в 1932 году. Указом Президиума Верховного Совета СССР от 14 октября 1939 года «Об образовании Семипалатинской, Акмолинской и Джамбулской областей в составе Казахской ССР», Аулие-Атинский район был присоединён в состав новообразованной Джамбулской области. Постановлением № 751—XII Президиума Верховного Совета Республики Казахстан от 5 августа 1991 года село Головачёвка было переименовано в село Айша́ Биби́.

## Достопримечательности

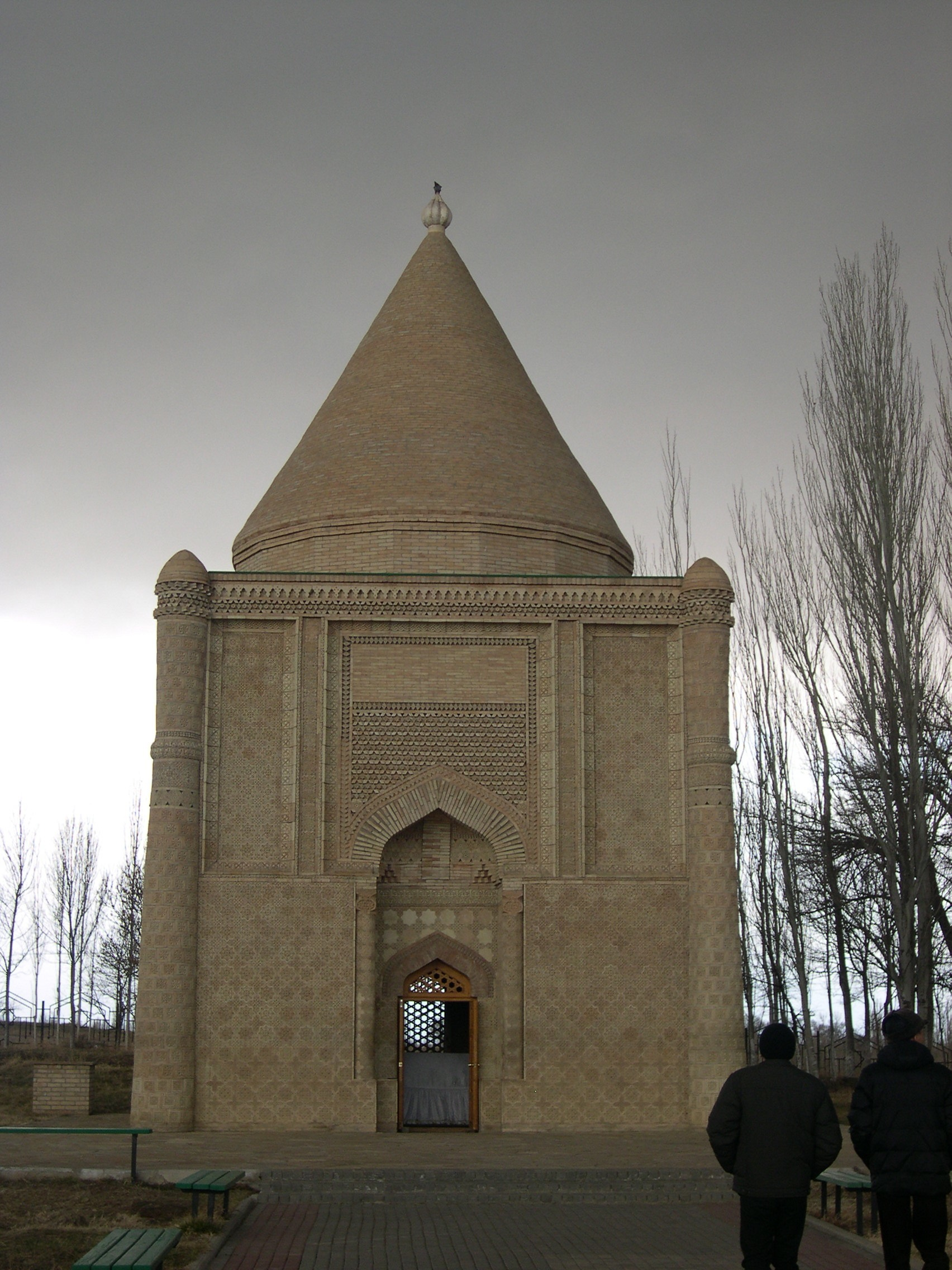
Мавзолей Айша биби

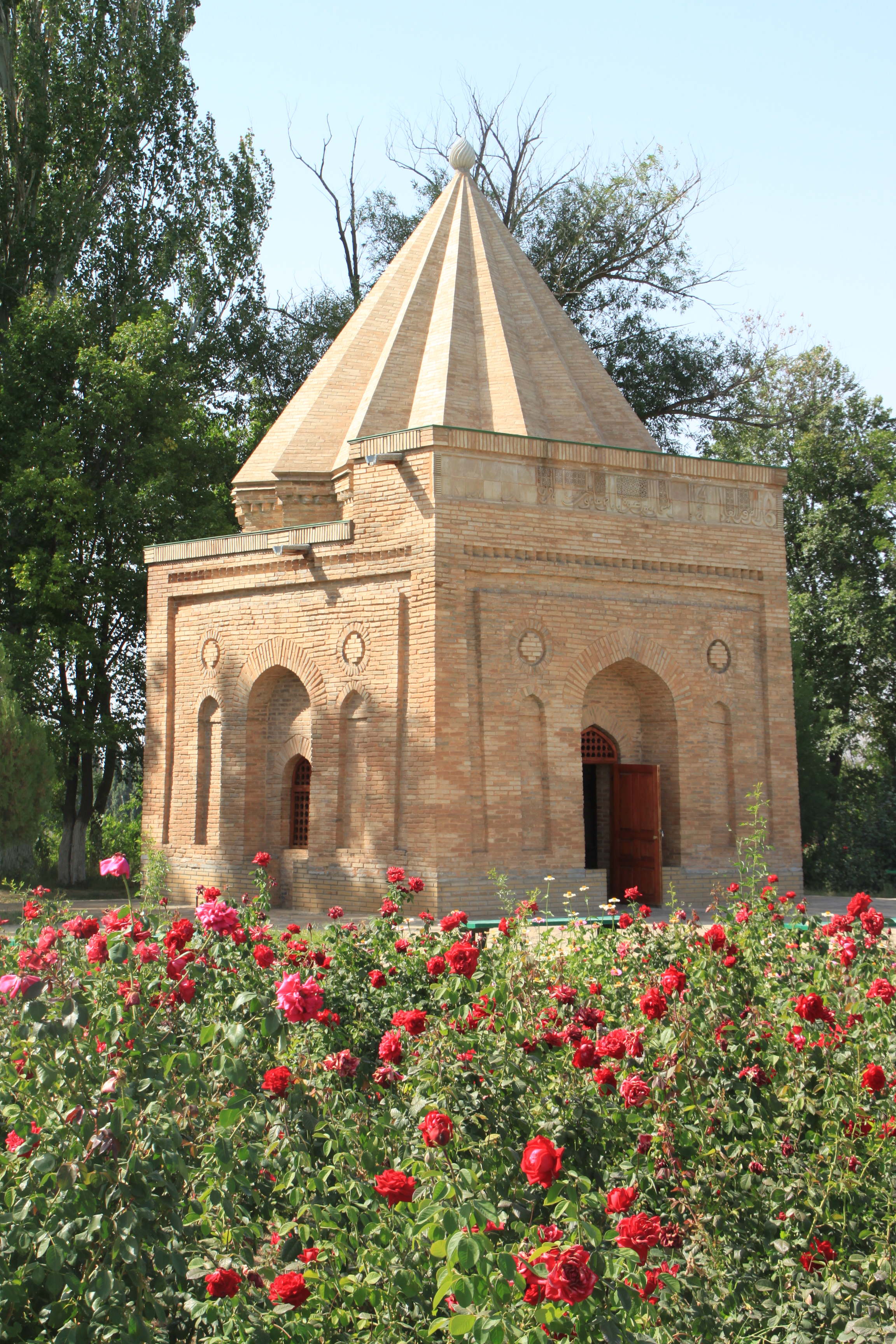
Мавзолей Бабаджи хатун

- Мавзолей Айша-биби (XII век)
- Мавзолей Бабаджи хатун (XI век)

## Население
| Численность населения | Численность населения | Численность населения | Численность населения | Численность населения | Численность населения | Численность населения |
| 1892                  | 1909                  | 1912                  | 1920                  | 1989                  | 1999                  | 2009                  |
| --------------------- | --------------------- | --------------------- | --------------------- | --------------------- | --------------------- | --------------------- |
| 153                   | ↗249                  | ↗302                  | ↗306                  | ↗2313                 | ↗2796                 | ↗4616                 |

Процентное соотношение численно-преобладающих национальностей согласно переписи 1989 года:
| Национальность | Процентное соотношение |
| -------------- | ---------------------- |
| Казахи         | 70 %                   |
| Другие         | 30 %                   |